# Ройтман, Шлойме
Шлойме Ройтман (Соломон Иделевич Ройтман; 1913, Могилёв-Подольский, Подольская губерния, Российская империя — 1985, Герцлия, Израиль) — еврейский поэт, литературовед. Жил в СССР и Израиле.
Родился в семье ремесленников. В 1938 году окончил Московский педагогический институт. Кандидат филологических наук (1941). В 1973 году репатриировался в Израиль.

## Сборники поэзии
- «Дер лец ун дер ритер» («Шут и рыцарь», 1975)
- «Майн исроэлдик шоферл» («Мой израильский рожок», 1976)
- «Сонеты» (1977)
- «Херцлиер строфес» («Герцлийские строфы», 1980)
- «Фолькстимлихе лидер» («Стихи о народном духе», 1982)
- «Лиришер отем. Цвейтер банд сонет» («Лирическое дыхание. Второй том сонетов», 1984)

## Награды и достижения
Ройтман удостоен ряда литературных премий, в том числе — Премии имени И.Мангера, Премии Всемирного конгресса культуры на языке идиш.